# Lago Éder
El lago Éder (en alemán Edersee) es un lago de Alemania, localizado en el Estado Federado de Hesse, que fue transformado en embalse con la construcción de una presa en el río Eder, entre los años 1908 y 1914, cerca de la villa de Waldeck, al norte del estado. La presa se construyó con el propósito de generar energía eléctrica y regular el nivel de agua del río Weser.

Presentación simbólica del lanzamiento de una bomba rodante.

## Historia
El 16 y 17 de mayo de 1943, en el ábito de la Segunda Guerra Mundial, la presa quedó destruida al ser alcanzada por los bombardeos de la aviación británica, que causó inundaciones y gran pérdida del suministro eléctrico en la región. Las inundaciones causaron la muerte de numerosas personas a lo largo del río, entre ellos algunos prisioneros de guerra ucranianos que se ahogaron en un campo de trabajo forzado. Las informaciones respecto al destino de los prisioneros ucraniados son todavía contradictorias, pues se afirma también que en mayo de 1943 no existían campo de prisioneros cerca del lago.Posteriormente, la presa fue reconstruida en pocos meses de trabajo forzado.  
Actualmente es la tercera mayor presa de Alemania, y cerca de ella se encuentra un parque de atracciones. 